# Stollwerck

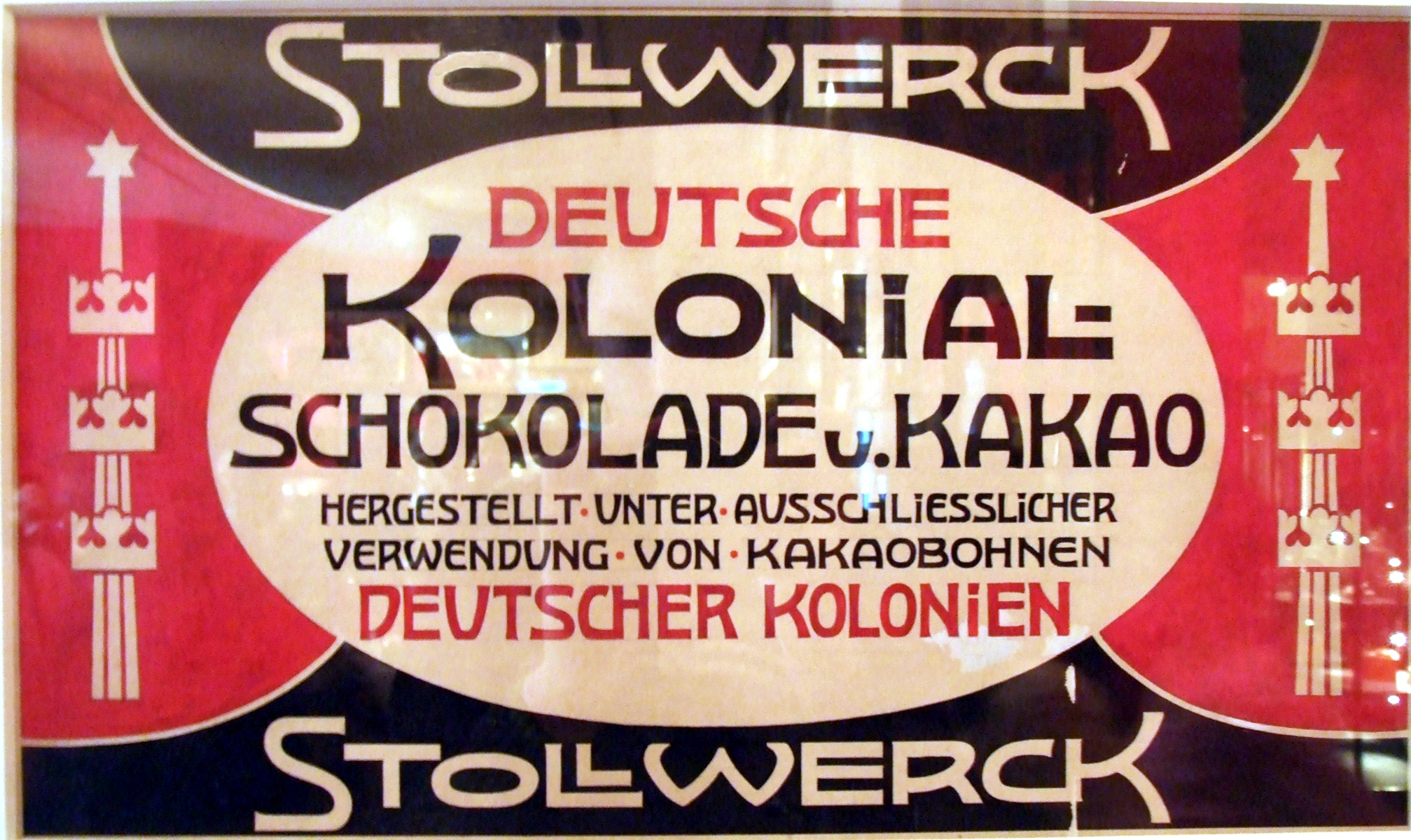
Verpackungsentwurf für die Kolonial-Schokolade, um 1890

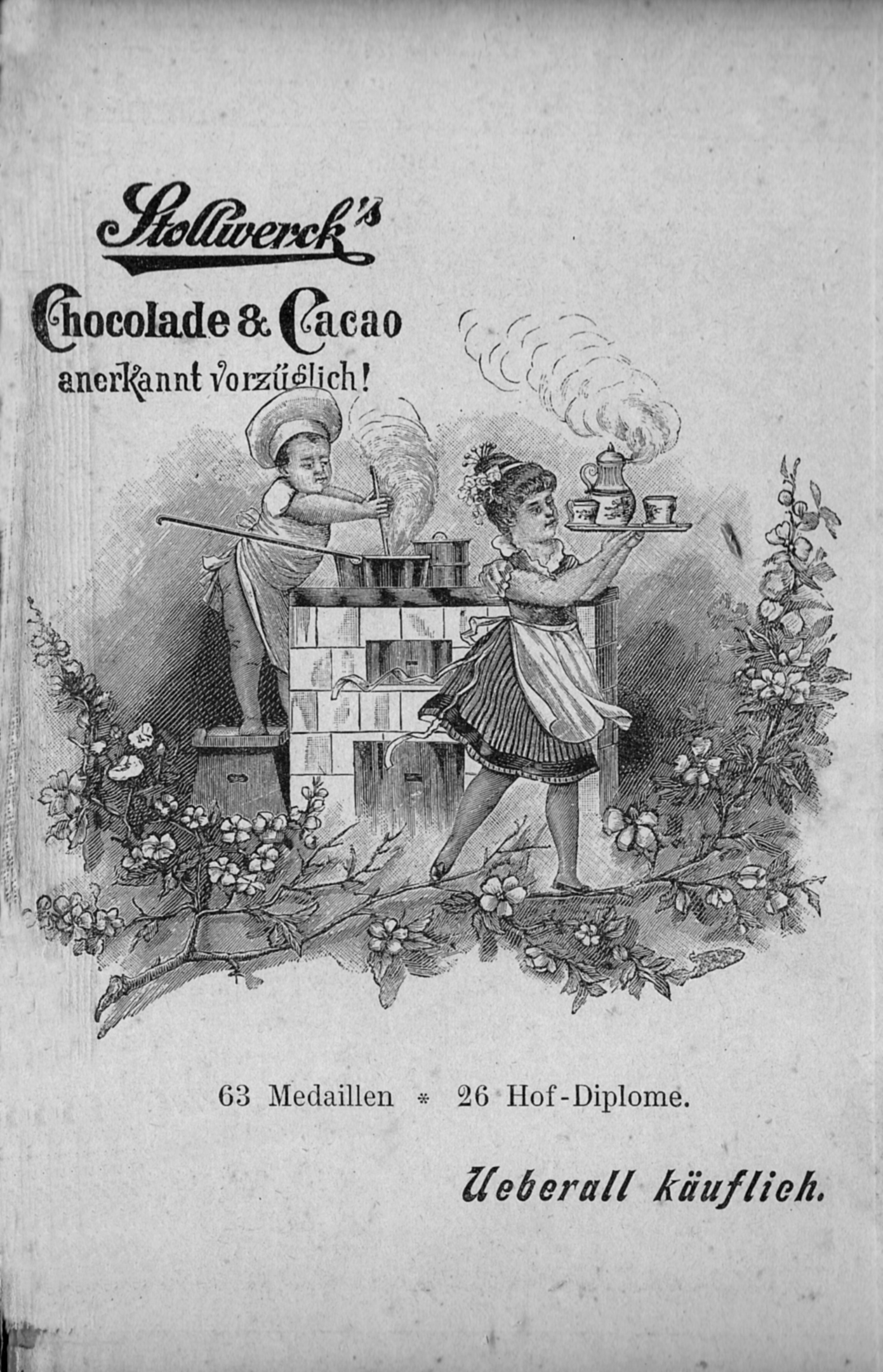
Stollwerck-Werbung 1896

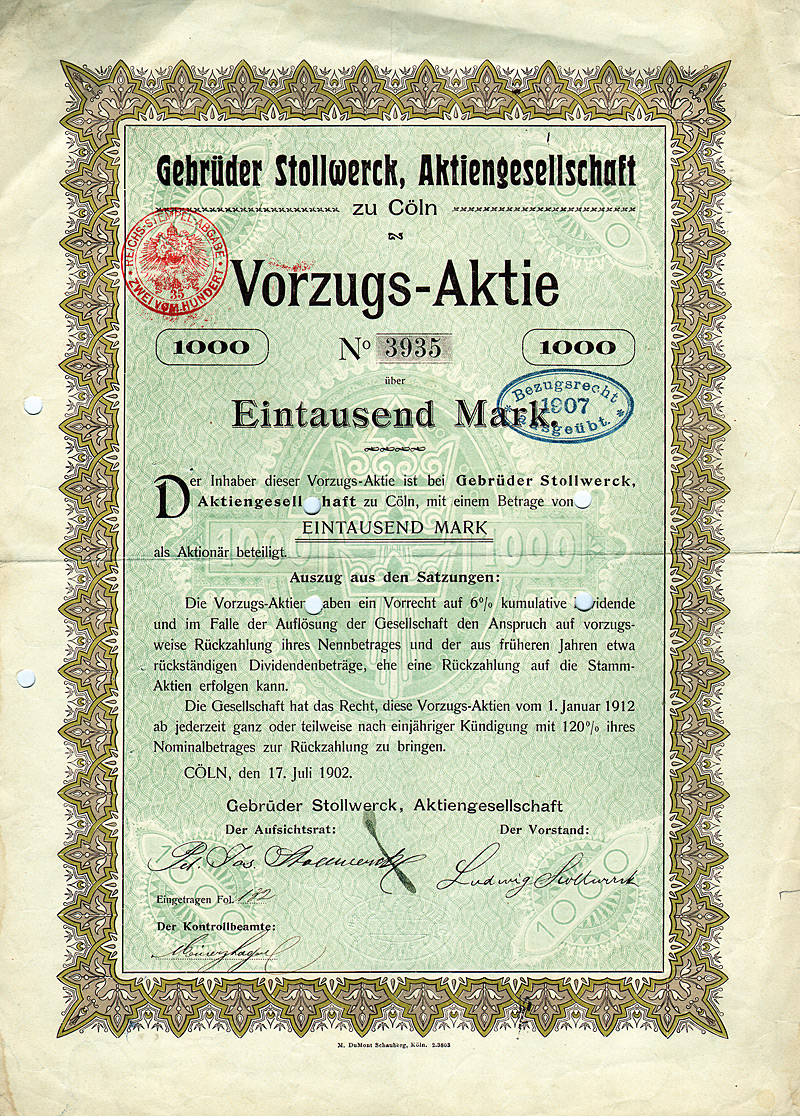
Vorzugsaktie über 1000 Mark der Gebrüder Stollwerck AG vom 17. Juli 1902

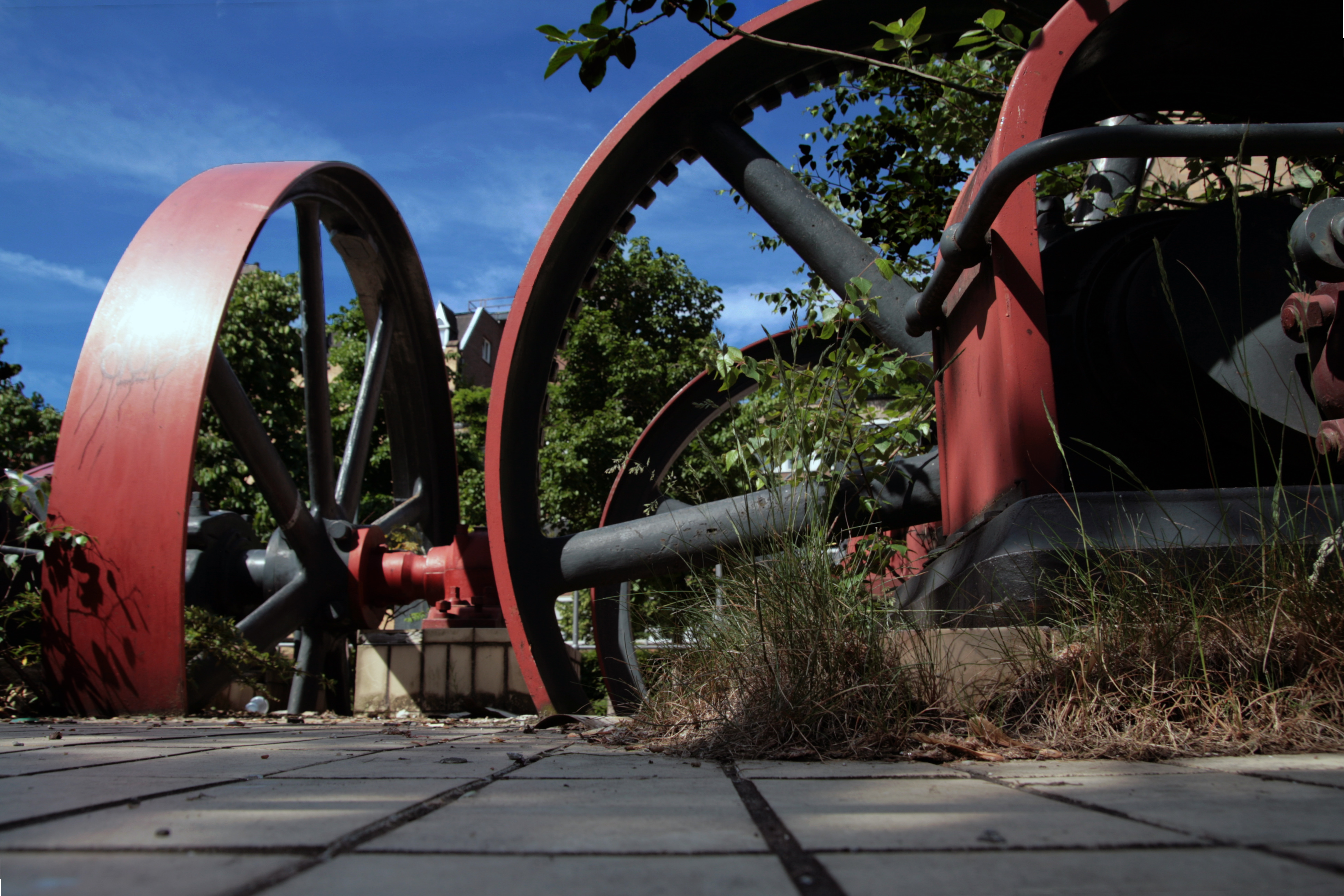
Ehemalige Stollwerckfabrik in Köln: Als Industriedenkmal erhaltener Räderraum der Kühlkompressoren

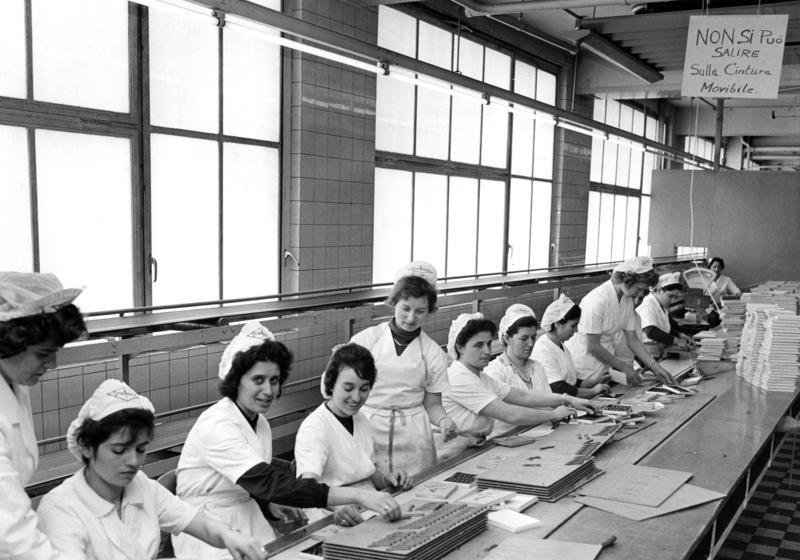
Gastarbeiterinnen bei Stollwerck, 1962

Die Stollwerck GmbH ist ein deutsches Lebensmittelunternehmen mit Sitz in Norderstedt (früher Köln), das durch die Produktion von Schokolade bekannt wurde. Stollwerck gehörte von 2002 bis 2011 der Barry Callebaut AG. Im Oktober 2011 wurde Stollwerck an die belgische Unternehmensgruppe Baronie verkauft.

## Geschichte
Im Jahr 1839 eröffnete Franz Stollwerck in Köln ein Werk zur Hustenbonbon-Produktion, dem nach zwei Jahren der Durchbruch gelang. 1860 wurde die Produktion um Schokolade, Marzipan und Printen erweitert.
Nach dem Tod von Franz Stollwerck 1876 übernahmen seine fünf Söhne die Leitung der Firma. Albert Nikolaus (* 28. November 1840 in Köln; † 4. April 1883 in Jerusalem), Peter-Joseph (* 22. März 1842 in Köln; † 17. März 1906 in Bonn), Heinrich (* 27. Oktober 1843 in Köln; † 9. Mai 1915 ebenda), Ludwig (* 22. Januar 1857 in Köln; † 12. März 1922 ebenda) und Carl (* 6. November 1859 in Köln; † 3. Oktober 1932 in Feldkirchen) bauten das Unternehmen bis 1902 zu einer weltweit operierenden Aktiengesellschaft mit Werken in Europa und Amerika aus.
1871 wurde die Firma Gebr. Stollwerck gegründet, die die Industrialisierung der Schokoladenproduktion voranbrachte. Insbesondere der zweitjüngste der Brüder, Ludwig Stollwerck, war technischen Entwicklungen gegenüber aufgeschlossen. 1887 stellte Stollwerck erste Verkaufsautomaten auf; 1893 waren es 15.000 Automaten, mit denen Schokolade verkauft wurde. Für die 1896 eröffnete Budapester U-Bahn stellte die in Wien ansässige österreichisch-ungarische Stollwerck-Tochterfirma, neben Bonbonautomaten für die Stationen, auch einen Fahrkartenautomaten her.
In den USA gründete Stollwerck 1894 mit dem deutschen Kaufmann John Volkmann die Firma Volkmann, Stollwerck & Co., die in New York eine Fabrikation von Stollwerck-Automaten errichtete. Allein in New Yorker Bahnhöfen standen Anfang der 1890er Jahre über 4000 ihrer Automaten. Durch die Umwandlung in eine Aktiengesellschaft (Gebr. Stollwerck A. G.) wurde 1902 das Kapital beschafft, um weiter wachsen zu können. Hierzu traten die Gebrüder Stollwerck auch dem Kolonialwirtschaftlichen Komitee bei, das seit 1905 in Köln vertreten war.
Um die Jahrhundertwende waren im In- und Ausland bereits Zweigniederlassungen in Berlin, Breslau, Bremen, Frankfurt, Leipzig, München, Amsterdam, Brüssel, Budapest, Chicago und Wien sowie Fabriken in Berlin, Bratislava, London und New York entstanden. Stollwerck übernahm auch bereits bewährte andere Marken wie beispielsweise Dr. Michaelis’ Eichel-Cacao und warb mit der Stellung als Hoflieferant sowie mit den erhaltenen internationalen Auszeichnungen („27 Hofdiplome, 70 Goldene Medaillen“).
Neben dem Exportgeschäft gründete die Gesellschaft eine weitere Tochterfirma in Belgien. Auch im 1895 beginnenden Kinematographengeschäft war Stollwerck führend tätig. Erst der 1914 beginnende Erste Weltkrieg beendete den rasanten Aufstieg der Stollwercks. Karl Stollwerck errichtete 1927 das Stollwerck-Mausoleum in Oberbayern. 1928 wurde die Hamburger Fabrik der Kakao Compagnie Theodor Reichhardt für 10 Millionen Reichsmark übernommen und deren Betrieb nach Köln verlagert.
Durch die Weltwirtschaftskrise 1930, den Zweiten Weltkrieg und die damit verbundenen Beschädigungen an Werken in Deutschland, Enteignungen im Ausland sowie verschiedene Fehlinvestitionen geriet Stollwerck in eine finanzielle Schieflage. Die Deutsche Bank führte unter der Leitung der Bankdirektoren Georg Solmssen und Karl Kimmich eine harte Sanierung durch, in deren Verlauf nahezu alle Mitglieder der Familie Stollwerck aus dem Unternehmen gedrängt wurden. „Er statuierte mit der Sanierung ein idealtypisches, fast schon furchterregendes Exempel der Bankenkontrolle über ein Unternehmen“ hieß es in der Fachliteratur über Kimmich. Die Maßnahmen der Sanierer waren wenig erfolgreich; 1970 wurden sie von der Wirtschaftszeitschrift Capital zum „Versager des Jahres“ gekürt. Zeitweise hatte in diesen Jahren Alfred Herrhausen, der spätere Vorstandssprecher der Deutschen Bank, den Vorsitz des Stollwerck-Aufsichtsrats inne.
Die Übernahme des Unternehmens zum Preis eines symbolischen Betrags durch Hans Imhoff im Jahr 1972 brachte Stollwerck eine sachkundige und im Schokoladenmarkt qualifizierte Führung zurück. Dem Aufsichtsrat der Stollwerck AG in Köln saß er ab 1974 vor. Stollwerck wurde durch seine Leistung in den nächsten 30 Jahren zu einem der größten Schokoladenhersteller mit Werken im In- und Ausland und übernahm traditionsreiche Marken wie Sprengel (später Holding für die Stollwerck AG in Hannover), Sarotti und die Chocolaterie Jacques in Eupen. Die Konzentration der Produktion führte dazu, dass das traditionsreiche Kölner Werk im Severinsviertel Mitte der 1970er Jahre aufgegeben wurde. Dazu trugen auch 10 Millionen Mark Fördermittel der Stadt Köln und ein Verkaufspreis von 25 Millionen DM für die Betriebsgrundstücke bei. 1980 fand in der ehemaligen Fabrikation in der Kölner Südstadt eine Hausbesetzung statt.
Nach dem Mauerfall engagierte sich Stollwerck als erster Schokoladenhersteller in den neuen Bundesländern und übernahm die Thüringer Schokoladewerk GmbH in Saalfeld, die mit der Marke Rotstern größte Schokoladenfabrik der DDR gewesen war. In Ungarn wurde das Unternehmen nach der Eröffnung einer Fabrik in Székesfehérvár 1995 zum Marktführer auf dem Schokoladenmarkt. In Polen und Russland ist Stollwerck ähnlich erfolgreich.
1993 ließ Imhoff im Kölner Rheinauhafen für 53 Millionen DM das Imhoff-Stollwerck-Schokoladenmuseum errichten, in dem viele Gegenstände aus der Stollwerck-Geschichte ausgestellt wurden, die ihn schon in seiner Kindheit begeistert hatten. 2002 verkaufte er den Konzern an die Barry Callebaut AG, den weltgrößten Kakao- und Schokoladenhersteller, der mehrheitlich im Besitz der Familie Jacobs ist. Barry Callebaut nahm Stollwerck kurze Zeit später von der Börse und schloss das traditionsreiche Werk in Köln, wo nur noch die Verwaltung erhalten blieb. 2006 beendete das Management von Barry Callebaut die Zusammenarbeit mit dem Schokoladenmuseum, und Lindt & Sprüngli wurde dessen neuer Partner. Der Name des Museums wurde in Imhoff-Schokoladenmuseum geändert, und viele Stollwerck-Ausstellungsstücke wurden entfernt.
Im Oktober 2011 wurde Stollwerck von Barry Callebaut an die belgische Unternehmensgruppe Baronie verkauft. 2016 wurden nach 177 Jahren die Reste des Unternehmens von Köln nach Norderstedt verlegt.

## Standorte
Es bestehen Werke in Berlin, Saalfeld und Norderstedt (Van Houten) sowie in Caslano in der Schweiz (Alprose) und Eupen in Belgien (Jacques).

## Bekannte Übernahmen
- Sprengel
- Thüringer Schokoladenwerk GmbH
- Quintie KFT
- Sarotti
- Staengel & Ziller (Eszet)
- Waldbaur
- Gubor gehörte zeitweilig ebenfalls zur Unternehmensgruppe, wurde aber nach dem Verkauf der Gruppe an die Familie Jacobs durch ein Management-Buy-Out wieder selbstständig.
- Hildebrand: Hans Imhoff hatte die Berliner Schokoladenfabrik, deren bekannteste Marke Scho-Ka-Kola war, 1969 übernommen.

## Bekannte Marken
- Alpia
- Alprose, Caslano, Schweiz
- Eszet
- Jacques
- Karina
- Reichardt
- Sarotti
- Schwarze Herren Schokolade